# Allium ferganicum
Allium ferganicum är en amaryllisväxtart som beskrevs av Aleksei Ivanovich Vvedensky. Allium ferganicum ingår i släktet lökar, och familjen amaryllisväxter. Inga underarter finns listade i Catalogue of Life.